# Khoáng vật carbonat
Khoáng vật cacbonat là các khoáng vật có chứa gốc cacbonat: CO32-.

## Nhóm cacbonat

### Cacbonat anhydro
- Nhóm canxít: hệ ba phương
  - canxít CaCO3
  - Gaspeit (Ni,Mg,Fe2+)CO3
  - Magnesit MgCO3
  - Otavit CdCO3
  - Rhodochrosit MnCO3
  - Siderit FeCO3
  - Smithsonit ZnCO3
  - Sphaerocobaltit CoCO3
- Nhóm aragonit: hệ trực thoi
  - Aragonit CaCO3
  - Cerussit PbCO3
  - Strontianit SrCO3
  - Witherit BaCO3
  - Rutherfordin UO2CO3
  - Natrit Na2CO3

### Cacbonat anhydro có công thức hỗn hợp
- Nhóm dolomit: hệ ba phương
  - Ankerit CaFe(CO3)2
  - Dolomit CaMg(CO3)2
  - Minrecordit CaZn(CO3)2
  - Barytocit BaCa(CO3)2

### Cacbonat cùng với gốc hydroxyl hoặc halogen
- Cacbonat cùng với gốc hydroxide: hệ một nghiêng
  - Azurit Cu3(CO3)2(OH)2
  - Hydrocerussit Pb3(CO3)2(OH)2
  - Malachit Cu2CO3(OH)2
  - Roassit (Cu,Zn)2CO3(OH)2
  - Phosgenit Pb2(CO3)Cl2
  - Hydrozincit Zn5(CO3)2(OH)6
  - Aurichalcit (Zn,Cu)5(CO3)2(OH)6

### Hydrat cacbonat
- Ikait CaCO3.6(H2O)
- Lansfordit MgCO3·5(H2O)
- Monohydrocalcit CaCO3.H2O
- Natron Na2CO3·10(H2O)
- Zellerit Ca(UO2)(CO3)2·5(H2O)

Nhóm cacbonat theo hệ thống phân loại Dana và Strunz bao gồm nitrate, borate, và iodat.